# سفارة صربيا في فرنسا
سفارة صربيا في فرنسا هي أرفع تمثيل دبلوماسي لدولة صربيا لدى فرنسا. تقع السفارة في باريس وهي تهدف لتعزيز المصالح الصربية في فرنسا.

## وصلات خارجية
- الموقع الرسمي
- قائمة سفارات صربيا
- قائمة السفارات في فرنسا